# Chico (Fußballspieler, Februar 1987)
Chico, bürgerlich Luis Francisco Grando (* 2. Februar 1987 in Pato Branco), ist ein brasilianischer Fußballspieler.

## Karriere
Chico erlernte das Fußballspielen in den Nachwuchsabteilungen von Paraná Clube, Paraná STC und Athletico Paranaense, ehe er 2005 bei letzterem als Profispieler in den Kader der 1. Mannschaft aufgenommen wurde. Für Athletico Paranaense spielte er dann bis ins Jahr 2010 und gewann mit ihr 2009 die Staatsmeisterschaft von Paraná.
Anschließend spielte er für Palmeiras São Paulo und wurde von diesem im Jahr 2012 an Coritiba FC ausgeliehen. 2013 wechselte er dann mit Ablöse zu Coritiba FC.
Zur Saison 2014/15 wechselte Chico in die Süper Lig zu Gaziantepspor.
Bereits nach einer Saison verließ Chico Gaziantepspor und wechselte stattdessen zum Ligarivalen und Aufsteiger Antalyaspor.

## Erfolge
Athletico Paranaense
- Staatsmeister von Paraná: 2009

Coritiba FC
- Staatsmeister von Paraná: 2013